# تقی مدرسی
سیدمحمدتقی مدرّسی روحانی (۱۸ مهر ۱۳۱۱-۳ اردیبهشت ۱۳۷۶) نویسنده، رمان‌نویس و روانپزشک ایرانی بود. رمان یکلیا و تنهایی او که با نوعی نگاه اسطوره‌وار و برداشتی از داستان‌های عهد عتیق نوشته شده یکی از آثار فارسی اوست.

### کودکی و نوجوانی
سیدمحمدتقی مدرسی روحانی رمان‌نویس و روانپزشک ایرانی در ۱۷ مهر ۱۳۱۱ در خیابان عین الدوله شهر تهران زاده شد. پدرش اسماعیل محضر اسناد رسمی داشت و مادرش راضیه طباطبایی نوه سید محمد طباطبایی از رهبران جنبش مشروطه بود. دوران دبستان را دبستان ناصر خسرو، هفده دی و دبستان عنصری گذارند، هنوز دو سال از ورودش به دبستان نمی‌گذشت که پدرش را از دست داد و به ناچار به همراه مادر و دو برادرش به خانه پدربزرگ نقل مکان کردند. سیدمحمدتقی مدرسی روحانی پس از اتمام دوره دبستان، برای تحصیلات متوسطه به دبیرستان رهنما رفت. در سال ۱۳۲۵ و در حالی که در سال پنجم متوسطه بود مجموعه داستان دائم‌الخمر را منتشر کرد.

### دانشگاه و انتشار یکلیا و تنهایی او
پس از اتمام دوره دبیرستان وارد دانشکده پزشکی شد و همزمان برای کمک به مخارج تحصیل در بانک ملی تهران نیز کار می‌کرد. در سال ۱۳۳۳ رمان یکلیا و تنهایی او را نوشت و با کمک ابوالحسن نجفی توانست آن را منتشر کند. این رمان در سال ۱۳۳۵ از سوی مجله سخن به عنوان کتاب برگزیده سال انتخاب شد. این کتاب با نگاه و استناد به شخصیت و داستان‌های عهد عتیق نوشته شد و مدرسی در آن ارجاعات فراوانی به کتاب مقدس داده است.
این رمان در واقع واگویه سرخوردگی‌های شخصی و سیاسی پس از کودتای ۲۸ مرداد است. تقی مدرسی در گفتگویی با علی دهباشی چنین عنوان کرد که فکر نوشتن یکلیا بعد از کودتای ۱۳۳۲ به سرم افتاد.
زبان توصیفی، محکم و زیبا و نیز روایتی منظم و منسجم رمان باعث شهرت نویسنده‌اش می‌شود و نامش را به عنوان داستان‌نویس تثبیت می‌کند.
این رمان یکی از اولین تجربه‌ها در استفاده از اسطوره‌های غیربومی در زیرساخت روایی یک اثر داستانی ایرانی است.
در سال ۱۳۳۷ مدرسی با همکاری ابوالحسن نجفی، عبدالحسین آل‌رسول، محمود کیانوش، بهرام صادقی و سیروس پرهام مجله صدف را منتشر می‌کند.
مدرسی به منظور مطالعه مراسم زار جهت استفاده در پایان‌نامه دکتری به جنوب ایران سفر می‌کند و با تکمیل این مطالعات در سال ۱۳۳۸ تحصیلاتش را در رشته پزشکی به اتمام می‌رساند.

### مهاجرت به آمریکا
وی در سال ۱۳۳۸ به ایالات متحده آمریکا رفت و دو سال بعد به عنوان رزیدنتی در رشته روان‌پزشکی دانشکده پزشکی دانشگاه دوک شهر دورهام کارولینای شمالی دست یافت. سیدمحمدتقی مدرسی روحانی در سال ۱۳۴۱ داستان کوتاهش با نام (یک شب بارانی) را منتشر کرد. در سال ۱۳۴۳ نیز در رشته روان‌پزشکی نوزادان و کودکان با درجه ممتاز از دانشگاه مک‌گیل مونترال کانادا فارغ‌التحصیل شد. مدرسی در سال ۱۹۶۷ به استخدام دانشکده روانپزشکی دانشگاه مریلند در می‌آید. در همین دانشگاه بود که در سال ۱۹۸۲ مرکز تحقیقات نوزادان را بنیاد نهاد.

## همسر و فرزندان
مدرسی در سال ۱۳۴۳ در آمریکا با آن تایلر رمان‌نویس آمریکایی ازدواج کرد که حاصل این ازدواج دو دختر به نام‌های تژ و میترا است.

## مرگ
مدرسی در ۲ اردیبهشت ماه ۱۳۷۶ در شهر بالتیمور در ایالت مریلند در سن ۶۵ سالگی بر اثر بیماری سرطان درگذشت.
پس از مرگ وی کتابخانه شخصی‌اش به دانشگاه دوک اهدا شد.

## نوشته‌ها
- دائم‌الخمر (۱۳۲۵)
- یکلیا و تنهایی او، چاپ اول 1334، انتشارات فرهنگ جاوید، 1400
- شریفجان، شریفجان (۱۳۴۴)
- کتاب آدم‌های غایب (۱۳۶۵)
- آداب زیارت (۱۳۶۸)
- عَذرای خلوت‌نشین، چاپ اول 2010، انتشارات فرهنگ جاوید، 1403
- اتاق عقبی: مجموعه داستان، چاپ اول انتشارات فرهنگ جاوید، 1403